# NGC 2799
NGC 2799 je galaksija u zviježđu Risu.

## Vanjske poveznice
- SEDS: NGC 2799